# Ексидеј (Шарант)
Ексидеј (фр. Exideuil) насеље је и општина у западној Француској у региону Поату-Шарант, у департману Шарант која припада префектури Конфолан.
По подацима из 2011. године у општини је живело 1065 становника, а густина насељености је износила 51,8 становника/km². Општина се простире на површини од 20,56 km². Налази се на средњој надморској висини од 152 метара (максималној 243 m, а минималној 140 m).

## Демографија
| 1962. | 1968. | 1975. | 1982. | 1990. | 1999. | 2011. |
| ----- | ----- | ----- | ----- | ----- | ----- | ----- |
| 1.116 | 1.135 | 1.212 | 1.115 | 1.039 | 1.019 | 1.065 |

График промене броја становника у току последњих година